# チョコレート・デリンジャー
『チョコレート・デリンジャー』は吾妻ひでおのギャグ漫画作品。『月刊プレイコミック』（秋田書店）1980年6月号から1982年7月号まで連載された。全26話。
非常識極まりない美少女探偵チョコレート・サンデーと、その助手で人間離れした怪人の三蔵が、さまざまな事件を解決したりしなかったりする。

## 主な登場人物
チョコレート・サンデー
本作の主人公。通称チョコ。私立探偵。「チョコレート・デリンジャー探偵事務所」の所長。得意の武器は、不法所持している36連発のレミントンダブルバレルデリンジャーだが、まともに的に当てたことはなく、狙ってないものにはよく当たる。なお、「36連発」が構造的にありえないことは作中でも突っ込まれているが、チョコ本人は「だってそうなんだもん」の一言で済ませている。非常識かつ自由奔放で、つかみどころのない性格。猟奇殺人が好きで、退屈なときは自分で起こそうとする。事件をまともに捜査・解決したことはほとんどなく、結果的に警察の仕事を増やしてばかりいる。
第1話で皿漫田警察を乗っ取って自分の事務所にしてしまい、しばらく居候を続けていたが、第17話で独立しマンション内に事務所を開く。
三蔵
チョコの助手。常に黒眼鏡をかけた、つるっぱげで背が低く太った中年の怪人。数々の人間離れした能力を持ち、常時謎の行動をとっている。
既婚者で、妻との間に息子と娘が一人ずついる。家庭では常識人で、ごく平凡なサラリーマンを装っており、家族には課長だと説明している。しかし、ときどき奇行に走っては妻を困惑させている。そっくりの伯父がいる。
エピソードによっては主人公のチョコよりも目立っている。
スター・システムで他の吾妻作品にも登場する。
砂苦刑事
皿漫田警察の刑事。本作の突っ込み役。生真面目な常識人で、チョコと三蔵の非常識な言動に日夜悩まされている。ただし、心の奥底ではチョコに好意をもっている様子がある。
第2話で妻がいることが明らかになっているが、作中では登場しない。
ハニー・甘納豆
第21話から登場。私立探偵でチョコのライバル。マンションのチョコの事務所の隣に入居して「ハニー・甘納豆探偵事務所」を開く。チョコを「先輩」とおだてあげながら毒づくなど、やや陰険な性格。チョコとは何かといがみあっているが、趣味や性格はチョコとほとんど同じであり、そのため意気投合することも多い。胸はチョコより少し大きい。愛犬のベスを飼っている。
しっぽがない
第10話以降、何の脈絡もなくしばしば登場する、二本足で歩行するトカゲのような生物。常に先の切れたシッポを前足で抱え、自分のシッポを探している。他の吾妻作品にもしばしば登場する。

## 評価
吾妻は本作について、2008年に青林工藝舎より単行本が復刻された際の「あとがき」で、「意味判らん」「中身が濃いというより独り善がりで説明不足」「「起」のコマからいきなり「結」のコマに飛んでしまっていて 間の「承」「転」が抜けてしまってるんですな」と評している。

## 映画
2007年に男の墓場プロダクション製作、杉作J太郎監督、松本さゆき主演による実写映画化が発表された。吾妻は「杉作さん私は何も期待してませんので好きに作ってね」とコメントしている。その後、2016年になって翌2017年春公開予定と発表された。
2017年3月18日ちば映画祭の前夜祭プログラムとして初公開されたが、これは完全版では無い。4月22日より愛媛県松山市のシネマルナティックにて期間限定公開される予定。

### キャスト
- チョコレート・サンデー - 松本さゆき
- 三蔵 - ロマン優光
- 砂苦刑事 - 田口敬
- 不気味くん - 増子直純
- いしかわじゅん - いしかわじゅん
- 歯戸刑事 - 掟ポルシェ
- ユカリ - 大西ユカリ
- 凶悪犯 - 久住昌之
- 練馬の強盗 - 島田裕二
- 狂さん - 小堀裕之
- 部長 - ゲッターズ飯田
- パンチ刑事 - 花くまゆうさく
- 署長 - 末井昭
- こぶとりプロのアニメーター - 船橋英雄、パラダイス山元、新宿鮫、宇多丸
- 料理研究家 - とみ新蔵
- 警官 - 柳下毅一郎、藤木TDC、河合克夫、DJタキシット、高谷洋平、２号機、内田名人、斎藤渉、ポパイ、門田克彦、浅川満寛、モリタタダシ、澤宗紀、リカヤ・スプナー
- 謎の剣士 - 島口哲朗
- 三蔵の妻 - 大友さゆり
- 三蔵の娘 - まりあ
- 砂苦の妻 - タナダユキ
- うるうる星人 - 田原章雄
- カシコ星人の親戚の未来人 - 殿方充
- ブルーフィルム屋 - YOU THE ROCK★
- 根本敬 - 根本敬
- 湯浅学 - 湯浅学
- 結婚式の司会者 - ロビン前田、タカタカアキ
- 石神井パンサー団 - ゴンザレス合林、上田敬、劔樹人、剱伎衆かむゐ
- 交通違反する男 - ギンティ小林
- 石神井公園の商売女 - しまおまほ
- 松山城の謎の男 - 和田ラヂヲ
- 観光客 - 東風智和
- コブラ刑事 - コブラ拳
- 伴八先生 - 伴ジャクソン
- 赤井孝美 - 赤井孝美
- 手塚眞 - 手塚眞
- 郵便配達員 - 内藤研
- ビジネスマン - 奥野徹男
- チョコレート探偵局の客 - ギュウゾウ
- 松本さゆきのマネージャー - 市川力夫
- 吉田豪 - 吉田豪
- 新潟の社長 - ミッツィー申し訳
- 歌番組司会者 - 藤井良樹
- 宇宙人に襲われる石神井公園のアベック - 岩岡としえ、友松はるか
- 古書現世のおじさん - 向井透史
- 古書現世の客 - 飯島洋一、木下盛隆、五島昌紀、アパッチ

## 単行本
- 吾妻ひでお『チョコレート・デリンジャー』秋田書店〈PLAY COMICS SERIES〉、1982年8月。
- 吾妻ひでお『チョコレート・デリンジャー』青林工藝舎、2008年1月。ISBN 978-4-88379-257-3。